# 밀턴 캠벨
밀턴 그레이 캠벨(Milton Gray Campbell, 1933년 12월 9일 ~ 2012년 11월 2일)은 전 미국의 10종 경기 선수로 1956년 아프리카계 미국인 처음으로 하계 올림픽에서 그 종목의 금메달을 획득하였다.
뉴저지주 플레인필드에서 태어난 캠벨은 플레인필드 고등학교에 수학하면서 육상과 수영에 출전하였다. 그러고나서 인디애나 대학교 블루밍턴에 입학하여 미식축구를 하였다.
고등학교 시절 1952년 헬싱키 올림픽에 참가하여 10종 경기 2위를 하였다.
캠벨은 허들과 높이뛰기에서 뉴저지 주립 기록들을 세우고 미식축구에서 풀백으로서 140점을 득점하였다. 1997년 뉴저지 주립 학교간 육상 협회 명예의 전당에 헌액되었다.
1956년 멜버른 올림픽에서 금메달을 획득한 캠벨은 좁게 세계 기록을 놓치고 말았다.
그는 또한 청년으로서 수영에도 뛰어났다. NFL에 들어가 클리블랜드 브라운스에서 활약하였으며, 1959년에는 CFL의 몬트리올 알루츠에서 뛰었다.
2012년에는 뉴저지 명예의 전당에 선출되었다. 그해 11월 2일 조지아주 게인즈빌에서 암과 투병하면서 사망하였다.